# Rembert van Delden
Rembert van Delden (* 3. April 1917 in Rheine; † 5. Februar 1999 in Ahaus) war ein deutscher Textilkaufmann und Politiker (CDU).

## Leben und Beruf
Rembert van Delden wurde als Sohn der Eheleute Fritz Theodor van Delden und Anna Meta Caroline Eleonore Weiss geboren und wuchs, nachdem sein Vater 1918 in Flandern Opfer des Ersten Weltkriegs wurde, bei seinem Onkel  Gerrit Jan auf. Nach dem Abitur 1935 trat van Delden in die Kriegsmarine ein, leistete zunächst Wehrdienst und schlug anschließend eine Offizierslaufbahn ein. Während des Zweiten Weltkriegs wurde er von 1939 bis 1941 als Seeflieger und U-Boot-Fahrer eingesetzt, geriet aber in britische Gefangenschaft, aus der 1946 entlassen wurde.
Van Delden absolvierte 1947/48 ein staatliches Technikum für Textilindustrie in Reutlingen, arbeitete nach Bestehen der Abschlussprüfung als Textilkaufmann und war seit 1956 Vorstandsmitglied der Westfälischen Jutespinnerei und -weberei AG in Ahaus. Dieses Unternehmen wurde 1883 von seinem Großvater Ysaak van Delden und dessen Bruder Jan sowie den Onkeln Gerrit van Delden und Matthieu van Delden gegründet und wuchs zu Europas größter Jutespinnerei. 1999 ging das Unternehmen in die Insolvenz, nachdem es 1972 in Textilwerke Ahaus AG umbenannt und 1987 durch die Baumwollspinnerei Gronau (zur van Delden-Gruppe gehörend) übernommen wurde.
Von 1957 bis 1990 war er Vorstandsmitglied des Fachverbandes Juteindustrie. Außerdem hatte er zeitweise das Amt des Vizepräsidenten der Association des Industries du Jute Européennes in Paris inne.

## Partei
Seit 1956 war van Delden Mitglied der CDU.

## Abgeordneter
Van Delden war seit 1959 Ratsmitglied der Gemeinde Ammeln. Dem Deutschen Bundestag gehörte er von 1961 bis 1976 an. Er war stets über die Landesliste der CDU Nordrhein-Westfalen ins Parlament eingezogen.